# مزار پلوئی
مزار پلوئی منسوب به یکی از امامان شافعی به نام ابوالفتح میهنی خراسانی است. این مزار در آخرین قسمت کوچهٔ حاج احمد واقع در خیابان عباس‌آباد (شریعتی فعلی) در شهر همدان قرار دارد. دربارهٔ مزار پلوئی، مرقد این پیر زاهد، قبلاً مردم همدان عقیده داشتند اگر هر کس چهار شب جمعه بر سر مزار این پیر زنده دل و باخدا فاتحه بخواند، هفتهٔ آخر نصیب او شام پلو خواهد شد از این رو این مزار در همدان به مزار پلوئی معروف و مشهور است. این مکان بقعه و بارگاه ندارد و سنگ مزار در محوطهٔ روباز قرار گرفته‌است.